# Гонсалес, Игнасио Мария
Игна́сио Мари́я Гонса́лес Га́тти (исп. Ignacio María González Gatti; род. 14 мая 1982, Монтевидео), более известный как На́чо Гонса́лес, — уругвайский футболист, игравший на позиции полузащитника. Выступал за национальную сборную Уругвая.

## Биография
Воспитанник школы «Данубио», где начал профессиональную карьеру в 2002 году. За время выступлений за родной клуб вырос в полузащитника мирового уровня, стал игроком сборной Уругвая, дважды признавался лучшим футболистов чемпионата Уругвая (2006, 2007). О значимости Игнасио Гонсалеса для «Данубио» говорит тот факт, что из трёх чемпионских титулов клуба два были завоёваны в «эпоху Гонсалеса» — в 2004 и 2007 годах.
В январе 2008 года Гонсалес был отдан в аренду в «Монако». После некоторого времени, ушедшего на адаптацию к чемпионату Франции, Гонсалес вполне освоился в новой команде и 27 апреля даже отметился забитым голом в ворота марсельского «Олимпика».
В трансферное окно летом 2008 года Гонсалес был приобретён испанской «Валенсией», которая тут же отдала футболиста в годичную аренду в «Ньюкасл Юнайтед».
Гонсалес провёл два матча в английской Премьер-Лиге, однако сразу получил травму ахиллова сухожилия, которая вывела его из строя на 4 месяца. После восстановления Гонсалес по непонятной причине не ставился в основной состав клуба, боровшегося за выживание в чемпионате (и так не справившегося с этой задачей). В октябре 2009 года появилось объяснение этой ситуации. Игнасио был взят в аренду в последний день трансферного окна помимо желания главного тренера клуба Кевина Кигана, а самому Кигану в контракт был внесён пункт о компенсации в 2 миллиона фунтов стерлингов. Уже после восстановления Гонсалеса в феврале 2009 года исполнительный директор «сорок» Деннис Уайз, основываясь всего лишь на нескольких видео с YouTube, посоветовал Кигану не включать в состав Гонсалеса, так как он, якобы, не соответствует требованиям «Ньюкасла».
В 2009 году Игнасио Гонсалес вернулся в «Валенсию», а также получил приглашение в сборную Уругвая на стыковые матчи чемпионата мира 2010 против Коста-Рики, которые состоятся 14 и 18 ноября. После половины сезона в «Валенсии», где Гонсалес так и не вышел на поле, он был арендован греческим клубом «Левадиакос». В сезоне 2010/11 выступал за «Леванте», но играл не часто, поэтому не получил приглашения на Кубок Америки 2011. В 2011 году перешёл в бельгийский «Стандард».
После непродолжительного пребывания в 2013 году в «Эркулесе» Начо Гонсалес вернулся на родину, где присоединился к «Насьоналю». В 2015 году в третий раз в карьере стал чемпионом Уругвая. С середины 2016 года Гонсалес стал игроком «Монтевидео Уондерерс».
Вместе со сборной Уругвая Гонсалес принял участие в Кубке Америки 2007 года и чемпионате мира 2010. В обоих турнирах «селесте» заняла четвёртые места.

## Титулы и достижения
- Чемпион Уругвая (3): 2004, 2006/07, 2014/15
- Футболист года в Уругвае (чемпионат) (2): 2005/06, 2006/07